# Flowervale Street
Flowervale Street е предстоящ американски научнофантастичен филм от 2025 г. на режисьора Дейвид Робърт Мичъл по негов сценарий. Във филма участват Ан Хатауей, Юън Макгрегър, Мейзи Стела и Крисчън Конвъри. Филмът е насрочен да излезе по кината в Съединените щати на 16 май 2025 г., разпространен от „Уорнър Брос Пикчърс“.

## Актьорски състав
- Ан Хатауей
- Юън Макгрегър
- Мейзи Стела
- Крисчън Конвъри
- Джордан Алекса Дейвис
- Пи Джей Бърн
- Крис Кой

## Разработка
През март 2023 г. неозаглавеният филм на режисьора Дейвид Робърт Мичъл е в процес на разработка, докато Джей Джей Ейбрамс и Хана Мингела продуцират за „Бед Робот“, както и Мат Джаксън за „Джаксън Пикчърс“. Ан Хатауей се присъединява в актьорския състав за главната роля.
През февруари Юън Макгрегър се включва в актьорския състав за филма, а Мейзи Стела и Крисчън Конвъри се включват през март. В края на същия месец заглавието е обявено като Flowervale Street. През април Джордан Алекса Дейвис, Пи Джей Бърн и Крис Кой се включват в актьорския състав.

### Снимачен процес
Снимките започват на 22 март 2024 г. в Лондон и Атланта и приключват на 4 юни.

## Премиера
Филмът е насрочен да излезе по кината в Съединените щати на 16 май 2025 г.